# Fabio Celestini
Fabio Celestini (Lausana, Suiza, 31 de octubre de 1975) es un exfutbolista y entrenador suizo, de padres italianos. Actualmente dirige al CSKA Moscú.
Mediocampista defensivo, comenzó y terminó su carrera profesional de 15 años en el Lausana-Sport, y también jugó durante diez años en Francia y España, representando a cuatro clubes. Participó con la selección de Suiza en la Eurocopa 2004.

## Carrera como jugador
Nacido en Lausana, Celestini comenzó a jugar profesionalmente con el Lausana-Sport de su ciudad natal, luego estuvo cuatro temporadas en Francia, pasando dos años cada uno con Troyes AC y Olympique de Marsella. Mientras que con este último disputó la final de la Copa de la UEFA de 2004, entrando como suplente en la segunda mitad de la derrota por 2-0 ante el Valencia.
Celestini se mudó a España en 2004, jugando una temporada con el Levante.Después del descenso inmediato del equipo, permaneció en el país y se unió al Getafe de La Liga, donde nunca fue titular indiscutible y logró destacar en temporadas consecutivas.En la temporada 2007-08, cuando el equipo de las afueras de Madrid alcanzó los cuartos de final de la Copa de la UEFA, marcó contra el RSC Anderlecht en la victoria en casa por 2-1 en la fase de grupos.
El 16 de febrero de 2010, después de haber sido utilizado regularmente en las dos últimas temporadas, aunque no como primera opción habitual, se anunció que no renovaría su contrato con el Getafe y prefirió regresar al Lausana-Sport donde aceptó un contrato por 12 meses.Sin embargo, debido a una ruptura en las negociaciones sobre su futuro papel en el club, decidió retirarse antes del final de la campaña, disputando su último partido el 15 de diciembre contra el US Città di Palermo en la fase de grupos de la Europa League.

## Selección nacional
Ha sido internacional con la selección de fútbol de Suiza en 35 ocasiones y ha marcado dos goles.

## Carrera como entrenador
El 24 de marzo de 2015, tras una etapa como asistente técnico del Málagay entrenador del club amateur Terracina Calcio 1925, Celestini sustituyó a Marco Simone en el Lausana-Sport en este último cargo, ya que el equipo atravesaba una mala racha de resultados en la Challenge League.Dos meses después, fue confirmado en este cargo para los próximos tres años.
En la temporada 2015-16, Celestini llevó a su equipo de regreso a la Superliga de Suiza después de una ausencia de dos años. El 3 de octubre de 2018 fue nombrado en el FC Lugano de la misma división.Poco más de un año después, fue destituido de su puesto por malos resultados y sustituido por Maurizio Jacobacci.
Celestini fichó como entrenador del FC Lucerna el 2 de enero de 2020.Su contrato con el club se rescindió el 22 de noviembre de 2021, tras pasar la mayor parte de la temporada en la parte inferior de la liga, habiendo acumulado sólo diez puntos en 14 partidos.
El 21 de noviembre de 2022, asumió como nuevo entrenador del FC Sion.Fue despedido el 3 de marzo de 2023.
El 31 de octubre de 2023, fue nombrado entrenador del FC Basel, que ocupaba el último lugar de la Superliga de Suiza en el momento de su nombramiento. Tan solo 18 meses después, llevó al club a un doblete nacional, ganando la Superliga de Suiza y la Copa de Suiza. Sin embargo, el 13 de junio de 2025, presentó su renuncia al cargo tras la finalización de la temporada.
En junio de 2025, fue oficializado como técnico del CSKA Moscú. En su primer encuentro dirigido, obtuvo la Supercopa de Rusia tras vencer al Krasnodar por 1-0.

## Clubes

### Como jugador
| Club                    | País    | Año         |
| ----------------------- | ------- | ----------- |
| Lausanne Sport          | Suiza   | 1995-2000   |
| Troyes Aube Champagne   | Francia | 2000-2002   |
| Olympique de Marsella   | Francia | 2002-2004   |
| Levante Unión Deportiva | España  | 2004-2005   |
| Getafe Club de Fútbol   | España  | 2005 - 2010 |
| Lausanne Sport          | Suiza   | 2010        |
| FC Renens               | Suiza   | 2011        |
| ES FC Malley LS         | Suiza   | 2012        |

### Como entrenador
| Club                  | País   | Año           |
| --------------------- | ------ | ------------- |
| Málaga CF (asistente) | España | 2013 - 2014   |
| Terracina             | Italia | 2014          |
| Lausanne Sport        | Suiza  | 2015 - 2018   |
| FC Lugano             | Suiza  | 2018-2019     |
| FC Lucerna            | Suiza  | 2020-2021     |
| FC Sion               | Suiza  | 2022-2023     |
| FC Basilea            | Suiza  | 2023-2025     |
| CSKA Moscú            | Rusia  | 2025-presente |

## Palmarés

### Como entrenador

#### Campeonatos nacionales
| Título             | Club       | País  | Año     |
| ------------------ | ---------- | ----- | ------- |
| Superliga de Suiza | FC Basel   | Suiza | 2024-25 |
| Copa de Suiza      | FC Basel   | Suiza | 2024-25 |
| Supercopa de Rusia | CSKA Moscú | Rusia | 2025    |